# Salix shiraii
Salix shiraii är en videväxtart som beskrevs av Karl Otto von Seemen. Salix shiraii ingår i släktet viden, och familjen videväxter. Inga underarter finns listade i Catalogue of Life.